# Інтерполяційна формула Віттекера — Шеннона
Інтерполяційна формула Віттекера — Шеннона служить для відновлення неперервного сигналу з обмеженим спектром з послідовності рівновіддалених відліків.
Інтерполяційна формула, як її зазвичай називають, започаткована в роботі Еміля Бореля, датованій 1898 роком, і роботі Едмунда Віттекера, датованій 1915 роком. Інтерполяційну формулу процитовано з роботи сина Едмунда Віттекера — Джона Макнейтена Віттекера, датованої 1935 роком, у вигляді теореми відліків Найквіста — Шеннона 1949 року, автором редакції був Клод Шеннон, до Шеннона цю теорему сформулював Котельников. Також інтерполяційну формулу зазвичай називають інтерполяційною формулою Шеннона, або інтерполяційною формулою Віттекера.
Теорема відліків каже, що за деяких обмежувальних умов функцію {\displaystyle x(t)} можна відновити за її дискретизацією, {\displaystyle x[n]=x(nT)}, За інтерполяційною формулою Віттекера — Шеннона:
{\displaystyle x(t)=\sum _{n=-\infty }^{\infty }x[n]\cdot \mathrm {sinc} \left({\frac {t-nT}{T}}\right),}
де {\displaystyle T=1/f_{s}} — період дискретизації, {\displaystyle f_{s}} — частота дискретизації, {\displaystyle \mathrm {sinc} \,x} — нормалізована sinc-функція.

## Граничні умови

Графік сигналу з обмеженою смугою частот у залежності від функції частоти. З двох боків пропускна здатність відома як частота Найквіста для сигналу.

Є дві граничні умови, яким має задовольняти функція {\displaystyle X(t)}, Для того щоб виконувалася інтерполяційна формула:
1. {\displaystyle x(t)} має бути обмеженою. Перетворення Фур'є для функції {\displaystyle x(t)} повинне мати таку властивість: {\displaystyle {\mathcal {F}}\{x(t)\}=X(f)=0} для {\displaystyle |f|>B}, де {\displaystyle B>0}.
2. Частота дискретизації {\displaystyle f_{s}} має принаймні більш ніж у два рази перевищувати діапазон частот, {\displaystyle f_{s}>2B}, або, що еквівалентно:

{\displaystyle T<{\frac {1}{2B}},}
де {\displaystyle T} — період дискретизації.
Інтерполяційна формула відтворює оригінальний сигнал {\displaystyle x(t)} тільки тоді, коли виконано ці дві умови. В іншому випадку виникає накладення високочастотних компонентів на низькочастотні — аліасинг.

## Інтерполяція як сума згортки
Інтерполяційна формула, виведена в теоремі Котельникова, вказує на те, що її також можна виразити як згортку «гребінця» Дірака зі sinc-функцією:
{\displaystyle x(t)=\left(\sum _{n=-\infty }^{\infty }x[n]\cdot \delta (t-nT)\right)*\mathrm {sinc} \left({\frac {t}{T}}\right).}
Це еквівалентно фільтрації «гребінцем» Дірака за допомогою ідеального фільтра низьких частот.

## Збіжність
Інтерполяційна формула завжди збігається, скінченно і локально рівномірно за умови:
{\displaystyle \sum _{n\in \mathbb {Z} ,\;n\neq 0}\left|{\frac {x[n]}{n}}\right|<\infty .}
Нерівність Гельдера вважається виконаною, якщо послідовність {\displaystyle \{x[n]\}_{n\in \mathbb {Z} }} належить до будь-якого з {\displaystyle \ell ^{p}(\mathbb {Z} ,\;\mathbb {C} )}-просторів, де {\displaystyle 1<p<\infty }, що еквівалентно умові:
{\displaystyle \sum _{n\in \mathbb {Z} }|x[n]|^{p}<\infty .}
Ця умова достатня, але не необхідна.

## Випадкові стаціонарні процеси
Якщо {\displaystyle \{x(n)\}} — нескінченна послідовність відліків дискретної функції в широкому сенсі стаціонарного процесу, і вона не є членом будь-якого {\displaystyle \ell ^{p}} або {\displaystyle L^{p}} -простору, з ймовірністю 1; то сума цих відліків, піднесених до степеня {\displaystyle p}, не набуває скінченного очікуваного значення. Попри те, що інтерполяційна формула збігається з імовірністю 1. Збіжність легко можна показати розрахунком різниці в обмежених умовах підсумовування, і вона свідчить про те, що різницю можна зробити як завгодно малою при виборі достатньої кількості умов. Якщо цей процес відрізняється від нуля, тоді пари умов мають бути врахованими таким чином, щоб показати, що очікуване значення з обмежених виразів збігається до нуля.
Оскільки випадковий процес не має перетворення Фур'є, умова, за якої сума збігається до оригінальної функції, має також бути іншою. Незмінний випадковий процес має автокореляційну функцію і, отже, монохроматичну щільність відповідно до теореми Вінера — Хінчина. Достатньою умовою збіжності до дискретної функції від цього процесу є те, що спектральна густина дорівнює нулю на всіх частотах, більших або рівних половині частоти дискретизації.